# Pollapese
Pollapese é uma língua austronésia falada no atol de Pulap (ou Pollap), no estado de Chuuk, Estados Federados da Micronésia. 